# Стрейзанд, Барбра
Ба́рбра Джо́ан Стре́йзанд (англ. Barbra Joan Streisand, произносится [ˈstraɪsænd]; род. 24 апреля 1942[…], Бруклин, Нью-Йорк) — американская певица и актриса, также достигшая успеха как композитор, кинорежиссёр, продюсер и политическая активистка. Обладательница двух «Оскаров» в номинациях «Лучшая актриса» и «Лучшая оригинальная песня», а также премий ««Эмми», «Грэмми» и «Золотой глобус». Входит в небольшую группу людей, которые были удостоены премий Эмми», «Грэмми», «Оскар» и «Тони» (однако её конкурсными наградами были только три из них), являясь одним из двух артистов в этой категории, которые также выиграли и премию «Пибоди».
Стрейзанд считается одной из наиболее коммерчески успешных женщин современного шоу-бизнеса и одной из самых продаваемых музыкальных исполнителей, с объёмом продаж, превышающим 150 миллионов пластинок по всему миру. Она — единственная исполнительница, на протяжении более полувека возглавлявшая со своими альбомами Billboard 200 (в 1960-е, 1970-е, 1980-е, 1990-е, 2000-е и 2010-е годы).

## Биография

### Юные годы
Барбара Джоан Стрейзанд родилась 24 апреля 1942 года в Бруклине, Нью-Йорк, в семье евреев Дайаны Айды (урождённой Роузен; 1908—2002) и Эмануэля Стрейзанд (1908—1943). Её мать работала секретарём в школе, где познакомилась со своим будущем мужем, который там преподавал. Родители её отца иммигрировали в США из Галиции, которая в то время была в составе Австро-Венгрии, ныне — Украина. В качестве своего последнего места проживания Исаак Стрейзанд, дед певицы, указал город Бережаны (в настоящее время Тернопольская область Украины). Родители её матери были выходцами из Российской империи, где её дед был кантором.
В августе 1943 года, через несколько месяцев после первого дня рождения Стрейзанд, её отец умер в возрасте 34 лет от осложнений, вызванных эпилептическим припадком, возможно, в результате травмы головы, полученной несколькими годами ранее. В 1950 году её мать вышла замуж за Луи Кайнда, и в 1951 году у Стрейзанд появилась сестра Рослин Кайнд, которая впоследствии также стала певицей. В 1959 году Стрейзанд окончила среднюю школу «Эрасмас Холл», которую посещала очень редко и где в школьном хоре пела вместе с Нилом Даймондом. Там же она подружилась с будущим чемпионом мира по шахматам Бобби Фишером. Когда Стрейзанд решила начать карьеру в шоу-бизнесе, её мать, школьный секретарь Дайана Ида Роузен, была недовольна выбором дочери, так как считала её для этого недостаточно привлекательной.

### Начало карьеры
После победы на одном из музыкальных конкурсов Стрейзанд взяли на работу певицей в ночной клуб. Стремясь стать актрисой, она участвовала во многих театральных постановках, в одной из которых играла вместе с восходящей актрисой — Джоан Риверз. В 1960 году по приглашению её друга Барри Деннена Стрейзанд стала петь в гей-баре в манхэттенском Гринвич-Виллидже, где вскоре достигла значительного успеха. В это же время она сократила своё имя до Барбра, чтобы сделать его более отличительным.
В 1962 году Стрейзанд впервые появилась на Бродвее в маленькой, но сделавшей её знаменитой роли в мюзикле «Я достану тебе это оптом». В том же году она подписала контракт с Columbia Records. В 1962 году она появилась в «Шоу Эда Салливана», где привлекла внимание знаменитого пианиста Владзю Либераче. Вскоре он предложил ей сотрудничество, и Стрейзанд стала выступать с ним в Лас-Вегасе.
В 1963 году вышел в свет её дебютный альбом The Barbra Streisand Album, получивший две премии «Грэмми». Популярность Стрейзанд продолжала расти, и три её последующих альбома попадали в чарт Billboard 200.

### Музыкальная карьера

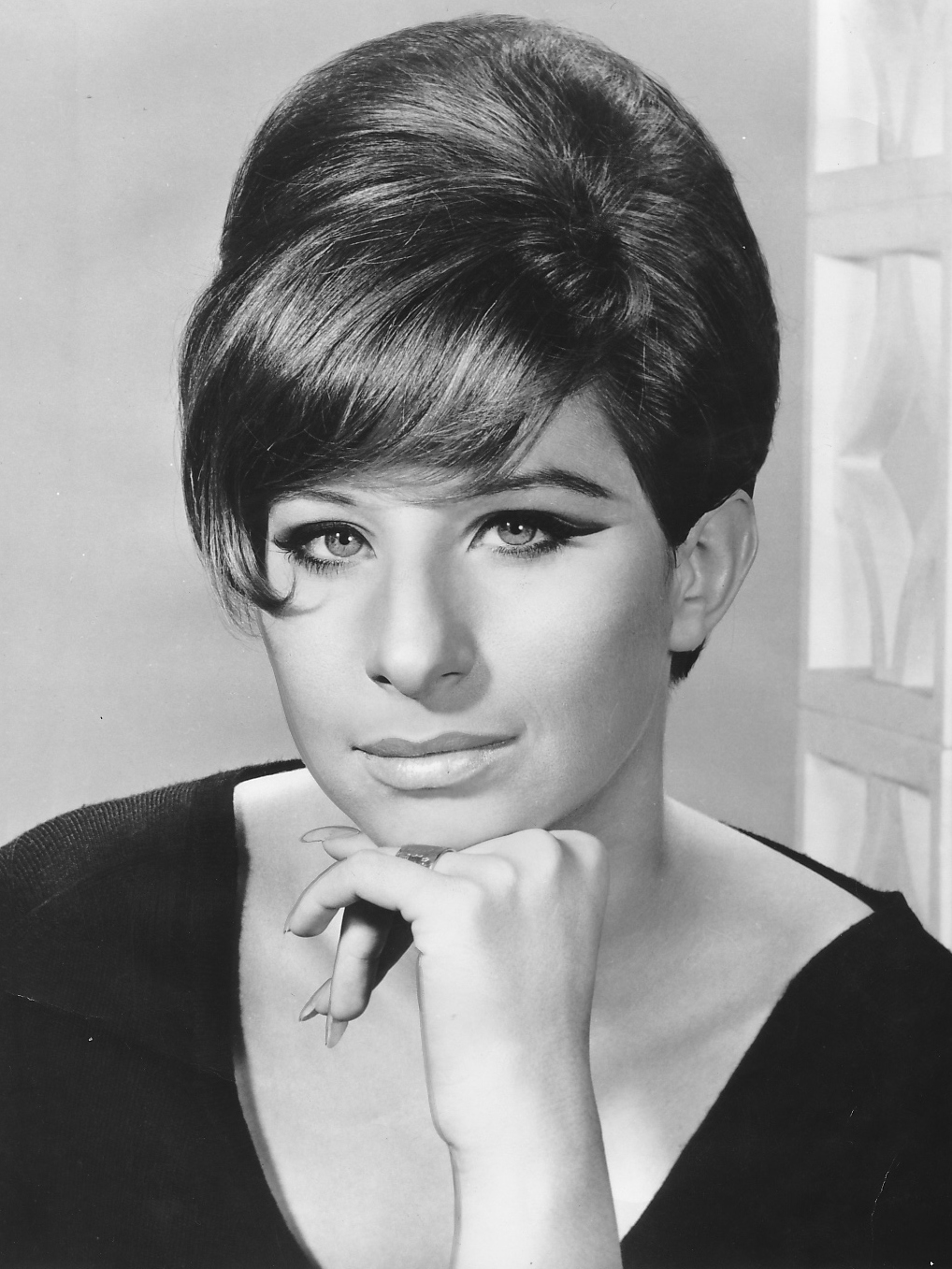
Стрейзанд в 1965 году

За всю свою музыкальную карьеру Стрейзанд записала более шестидесяти альбомов, большинство из которых выходило с лейблом Columbia Records. Её ранние работы (дебютный альбом, The Second Barbra Streisand Album, The Third Album, My Name Is Barbra и др.) считаются классическими записями музыки и песен ночных клубов и театров, включая её версию песни «Happy Days Are Here Again», которую она с успехом исполнила в «Шоу Джуди Гарленд». После этого шоу у Стрейзанд появился собственный проект на CBS — My Name Is Barbra.
Начиная с 1969 года в репертуаре Стрейзанд стало появляться всё больше поп-композиций. Но в отличие от многих других исполнителей того времени, которые стали ориентироваться на рок, она осталась верна своему стилю исполнения, что никак не мешало успеху Стрейзанд как певицы: наоборот, её альбом 1971 года Stoney End достиг больших высот в чартах, а одноимённый трек стал хитом.
В течение 1970-х годов она продолжала занимать высокие позиции в хит-парадах с такими композициями, как «The Way We Were», «Evergreen», «No More Tears (Enough Is Enough)» (с Донной Саммер) и «Woman in Love», некоторые из которых прозвучали и в фильмах с её участием. В 1982 году Стивен Холден, музыкальный критик The New York Times, написал, что «Стрейзанд стала самым влиятельным исполнителем поп-музыки, затмив собой даже Фрэнка Синатру».
В 1985 году Стрейзанд вернулась к театрализованному исполнению своих песен с альбомом The Broadway Album, который вскоре стал платиновым, удерживая при этом три недели первую позицию в чарте Billboard. The Broadway Album был признан «Альбомом года» и принёс Стрейзанд восьмую статуэтку «Грэмми» как «Лучшей исполнительнице».
В 1991 году вышел её сборник из четырёх дисков Just for the Record, собравший в себе все хиты Стрейзанд к тому времени. Он содержал свыше семидесяти треков, включая как популярные композиции, так и редкие записи, сделанные в начале её карьеры.
В 1992 году Стрейзанд возглавила фонд поддержки Билла Клинтона, баллотировавшегося на пост президента США, а в 1993 году присутствовала на его инаугурации.
В то время карьера Стрейзанд была в небольшом застое, и ей было предложено организовать концертный тур. Около двух лет она обсуждала организацию концерта, долгое время не решаясь на его проведение из-за боязни публики. Лишь в сентябре 1993 года Стрейзанд заявила о проведении концерта, первого за двадцать семь лет её карьеры. Это заявление вызвало большой ажиотаж в СМИ. Цена билетов, раскупленных за полчаса, колебалась от пятидесяти до полутора тысяч долларов США, благодаря чему Стрейзанд вошла в число самых высокооплачиваемых исполнителей в истории. В итоге Barbra Streisand: The Concert стал одним из самых ярких концертов года и был оценён пятью статуэтками «Эмми», а журнал Time даже назвал концерт Стрейзанд «музыкальным событием столетия».

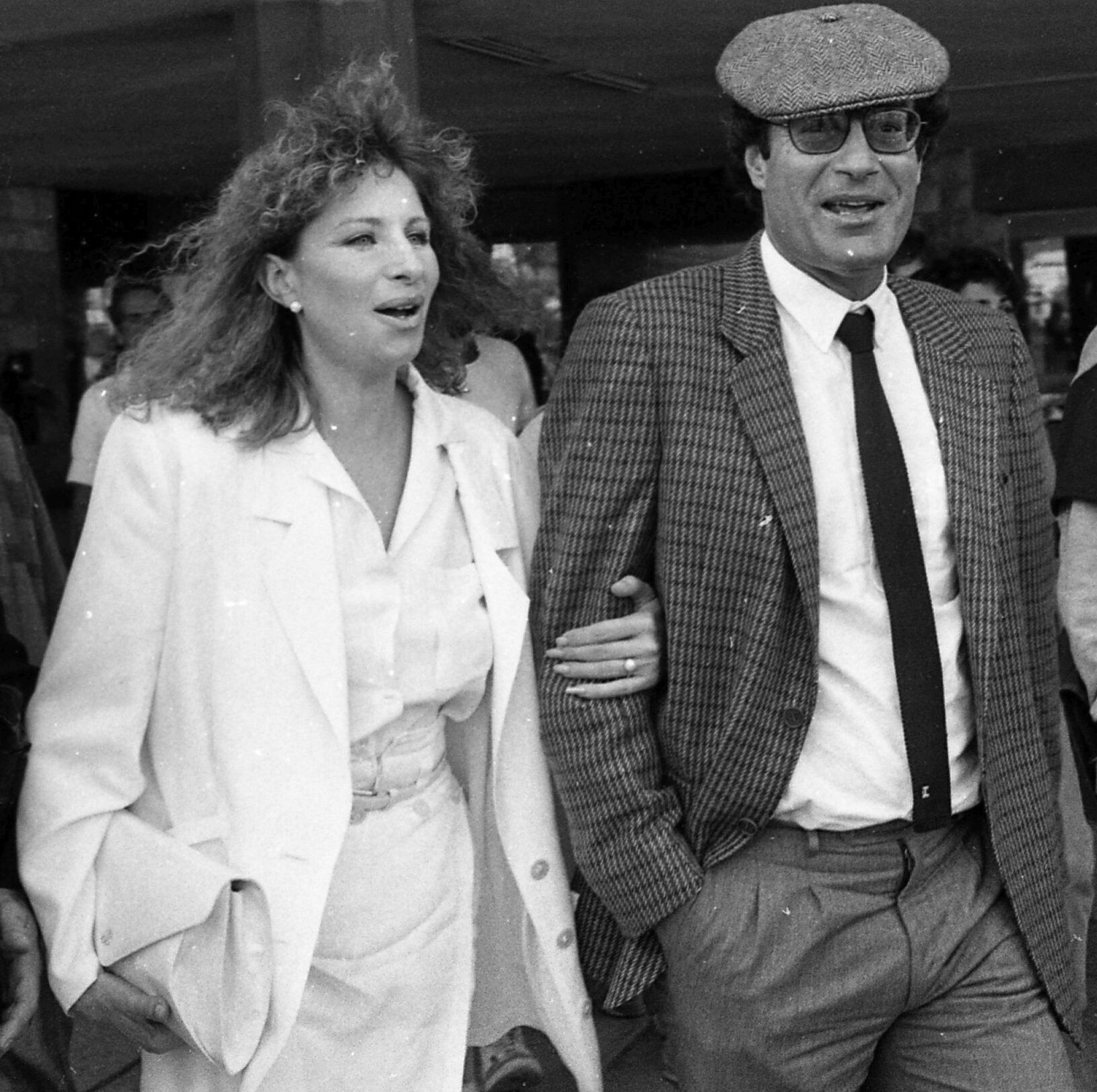
Стрейзанд с Арноном Милченом в Израиле в 1984 году

В 1999 году Стрейзанд объявила о завершении своей карьеры и в канун нового 2000 года устроила прощальный концерт в Лас-Вегасе, вызвавший не меньший ажиотаж, чем её концерт 1993 года. В конце нулевых Стрейзанд по-прежнему оставалась одной из самых успешных исполнительниц США, и этот статус подкреплялся, по крайней мере, двумя альбомами, выходившими в течение каждого десятилетия с начала её карьеры.
В 2001 году Стрейзанд выпустила альбом Christmas Memories, который после событий 11 сентября она посвятила всем жертвам этой трагедии. В 2003 году вышел The Movie Album, собравший знаменитые песни из фильмов, переработанные и записанные в сопровождении симфонического оркестра. В сентябре 2005 года Стрейзанд выпустила альбом Guilty Pleasures, записанный в сотрудничестве с солистом британской группы Bee Gees Барри Гиббом. В 1980 году они уже записывали совместный альбом, который назывался Guilty, а песня «Woman in Love» из него тогда обошла практически все хит-парады мира.
В 2006 году Стрейзанд заявила о намерении провести новое турне, которое стартовало 4 октября в Филадельфии и получило название Streisand: The Tour. Тур, включавший двадцать концертов, установил рекорды кассовых сборов и занял седьмое место в Billboard 200. Турне с успехом прошло по двадцати городам США, а по его завершении летом 2007 года впервые за свою карьеру Барбра выступила с рядом концертов в Европе, где цена билетов доходила до 500 евро, а в Великобритании даже до 1500 фунтов стерлингов. Во время концерта в Париже в июне 2007 года президент Франции Николя Саркози вручил Стрейзанд «Орден Почётного легиона».
В феврале 2008 года журнал Forbes поместил Стрейзанд на второе место в списке самых богатых певиц 2007 года (её доход за предыдущий год составил шестьдесят миллионов долларов).
17 ноября 2008 года на студии Columbia Records Барбра Стрейзанд начала запись нового альбома, продюсером которого стала Дайана Кролл. Альбом, получивший название Love Is the Answer, вышел 29 сентября 2009 года. Новый альбом занял первое место в Billboard Hot 200, став девятым альбомом певицы, побывавшим на вершине чарта.
23 августа 2011 года вышел 33-й альбом певицы «What Matters Most», содержащий композиции знаменитой четы поэтов-песенников Алана и Мэрилин Бергман. В сентябре 2014 года Стрейзанд выпустила альбом «Partners» , новый альбом дуэтов, в котором представлены ей композиции, записанные вместе с Элвисом Пресли, Андреа Бочелли, Стиви Уандером, Лайонелом Ричи, Билли Джоэлом, Джоном Леджендом, Джейсоном Гулдом и другими. Альбом возглавил Billboard 200 с продажами 196 000 копий за первую неделю, что сделало Стрейзанд единственной исполнительницей, которой шесть десятилетий подряд удавалось с одним из своих альбомов быть № 1 в чарте.
В июне 2018 года Стрейзанд подтвердила, что работает над новым студийным альбомом «Walls», который был выпущен 2 ноября 2018 года, незадолго до промежуточных выборов в США. Заглавный сингл с альбома «Don’t Lie to Me» является критикой политического климата в США в период президентства Дональда Трампа, а песня «Walls» отсылает к его частым призывам построить стену на границе с Мексикой.

### Карьера в кино

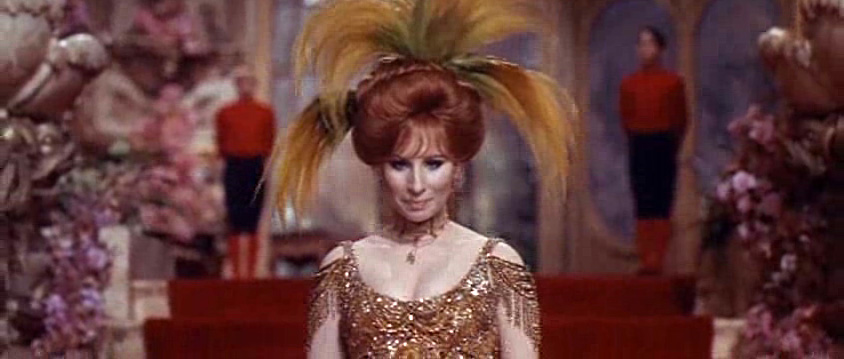
Стрейзанд в фильме «Хелло, Долли!» (1969)

Дебютом Стрейзанд в кино стала музыкальная комедия «Смешная девчонка» (1968), основанная на истории жизни Фанни Брайс, актрисы и певицы. Сценарий фильма был написан специально для Стрейзанд, после того как композитор Жюль Стайн увидел Барбру в мюзикле «Я достану тебе это оптом». Эта картина принесла Стрейзанд мировую известность и первого «Оскара» (в номинации «Лучшая актриса»). Её последующие два фильма тоже были комедиями: «Хелло, Долли!» (1969) и «В ясный день увидишь вечность» (1970) — тогда как четвёртый фильм с её участием, «Филин и кошечка» (1970), стал киноверсией бродвейской постановки. По сценарию в этом фильме Стрейзанд должна была сняться в одной из сцен с обнажённой грудью. Но уже после съёмок она пожалела об этом, и режиссёр удалил этот фрагмент из фильма. Тем не менее через год журнал «High Society» заполучил оригинальные негативы фильма с «полуголой» Барброй. После публикации фото Стрейзанд пыталась принять различные меры, чтобы журнал не вышел в продажу, но всё же это издание появилось на американских стендах. Фильм «Филин и кошечка» стал также примечателен тем, что это первая картина, где главный герой (Стрейзанд) говорит слово «fuck».
В 1970-е годы она также снялась в главных ролях в комедиях «В чём дело, док?» (1972) и «Всё ради Пита» (1974), а также в драме «Встреча двух сердец» (1973) с Робертом Рэдфордом. Второго «Оскара», как композитору за «Лучшую оригинальную песню» («Evergreen»), ей принёс фильм «Звезда родилась» (1976). В этой номинации она стала первой женщиной-композитором, получившей эту награду.
С 1969 по 1980 год все фильмы с участием Стрейзанд попадали в десятку самых кассовых фильмов США, но после провального фильма 1981 года «Всю ночь напролёт» Стрейзанд редко появлялась в кино, снявшись с тех пор лишь в пяти фильмах.

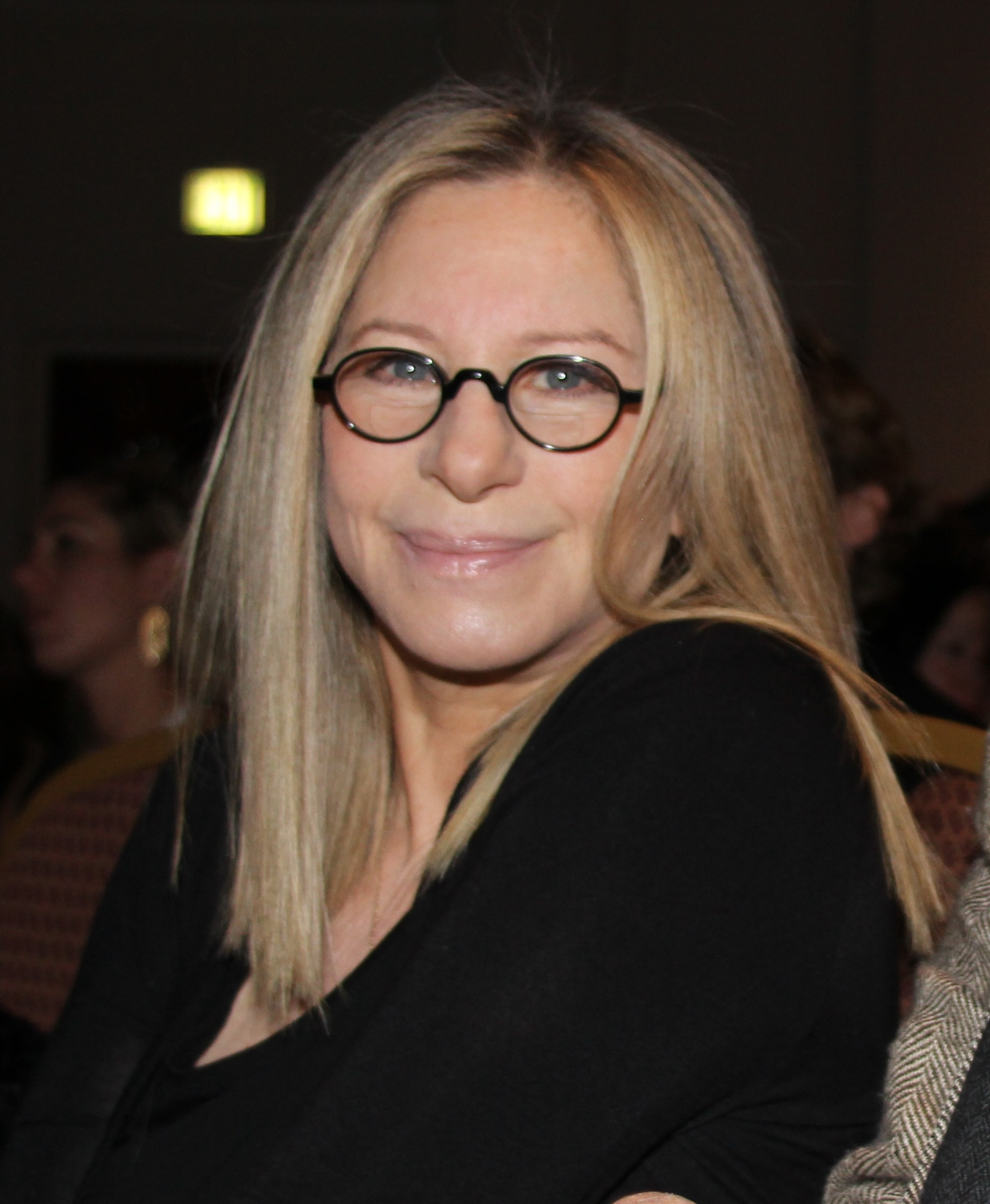
Стрейзанд в 2013 году

Стрейзанд была продюсером нескольких собственных фильмов по бродвейским постановкам. В фильме 1983 года «Йентл» она выступила в качестве актрисы, продюсера, режиссёра и автора сценария. Этот свой опыт она повторила и в фильме «Повелитель приливов» (1991). Оба фильма получили высокую оценку критиков, а картину «Йентл» Стивен Спилберг назвал шедевром. В 1984 году фильм «Йентл» получил пять номинаций на «Оскар», но среди них отсутствовали номинации за «Лучший фильм», «Лучшую актрису» или «Лучшего режиссёра». В 1996 году Стрейзанд выступила режиссёром, продюсером и исполнительницей главной роли в романтической ленте «У зеркала два лица». Главная музыкальная тема из фильма «I Finally Found Someone» в исполнении Стрейзанд и Брайана Адамса была отмечена номинациями на «Оскар» и «Золотой глобус», а Лорен Бэколл, исполнившая в картине роль матери актрисы, удостоилась премии Голливудской ассоциацией иностранной прессы.
В 2004 году, после восьми лет перерыва, Барбра вернулась на большой экран, снявшись в комедии Бена Стиллера «Знакомство с Факерами». Этот фильм стал самой успешной комедией в истории, заработав 516 642 939 долларов.
7 марта 2010 года Стрейзанд появилась на 82-й церемонии награждения премии «Оскар», вручив статуэтку Кэтрин Бигелоу в номинации «Лучшая режиссёрская работа» за фильм «Повелитель бури».
15 декабря 2010 года Барбра Стрейзанд стала гостьей одного из последних выпусков «Шоу Ларри Кинга».
В декабре того же года на экраны вышла комедия «Маленькие Факеры», где Стрейзанд вновь исполнила роль Роз Факер. В отличие от предыдущей ленты, эта картина была встречена критиками негативно, а Стрейзанд во второй раз за свою актёрскую карьеру получила номинацию на премию «Золотая малина».
В конце января 2011 года «Paramount Pictures» дала зелёный свет на начало съемок роуд-муви «Проклятие моей матери», режиссёром которой стала Энн Флетчер, а Сет Роген получил роль сына героини Стрейзанд. Съемки фильма начались весной 2011 года и завершились в июле того же года, а в декабре 2012 года картина вышла на экраны.
В январе 2011 года в американской прессе появились сообщения, что Стрейзанд рассматривает предложение сняться в главной роли в фильме «Цыганка», экранизации бродвейского мюзикла и ремейке одноимённой картины 1962 года. Стрейзанд также рассматривалась как одна из возможных актрис, наряду с Мерил Стрип, Лайзой Миннелли и Глен Клоуз, которая исполнит роль Нормы Дезмонд в новой версии фильма «Бульвар Сансет». В 2015 году у Стрейзанд появились планы снять полнометражный биографический фильм о русской императрице Екатерине Великой по сценарию Гила Неттера с Кирой Найтли в главной роли, однако данный проект не был реализован.

## Личная жизнь

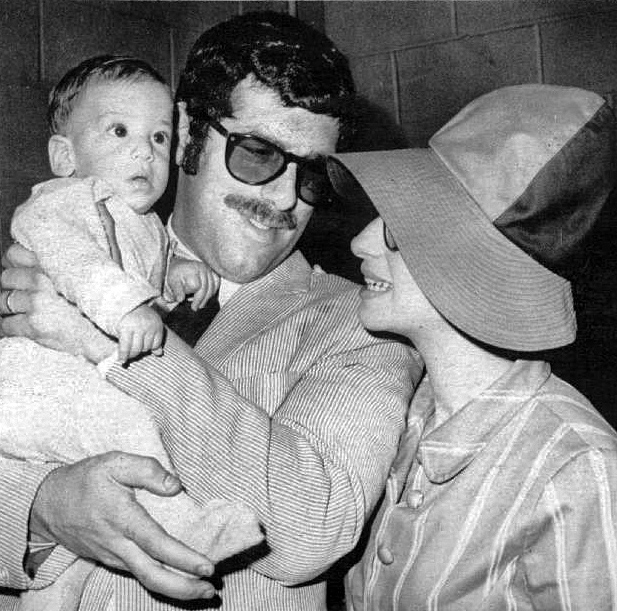
С мужем Эллиоттом Гулдом и сыном Джейсоном в 1967 году

Стрейзанд дважды была замужем. Её первым мужем был актёр Эллиот Гулд, за которого она вышла замуж 13 сентября 1963 года. Они объявили о своём разводе 12 февраля 1969 года и развелись 6 июля 1971 года. В браке родился сын Джейсон Гулд.
В 1969—1970 годах Стрейзанд состояла в отношениях с Пьером Эллиотом Трюдо, на тот момент премьер-министром Канады.
В 1973 году у неё начались отношения с парикмахером Джоном Питерсом, который стал её менеджером и продюсером. Они расстались в 1982 году во время создания фильма «Йентл», но остались друзьями. Стрейзанд — крёстная мать его дочерей, Кэли Питерс и Скай Питерс.
С ноября 1983 года по октябрь 1987 года Стрейзанд встречалась с наследником мороженого «Baskin-Robbins» Ричардом Баскином, который написал текст к её песне «Here We Are At Last» для её альбома 1984 года «Emotion».
С декабря 1987 года по сентябрь 1988 года она встречалась с актёром Доном Джонсоном. Пара записала дуэт «Till I Loved You».
Помимо этого у неё были романтические отношения с Ричардом Гиром, Клинтом Иствудом, Джеймсом Ньютоном Ховардом, Андре Агасси, Питером Дженнингсом, Лиамом Нисоном, Джоном Войтом и Питером Уэллером.
1 июля 1998 года Стрейзанд вышла замуж за актёра Джеймса Бролина.
У Стрейзанд две собаки породы котон-де-тулеар, которые являются клонами её предыдущей собаки по кличке Саманта, умершей в 2017 году в возрасте 14 лет.

## Общественная деятельность

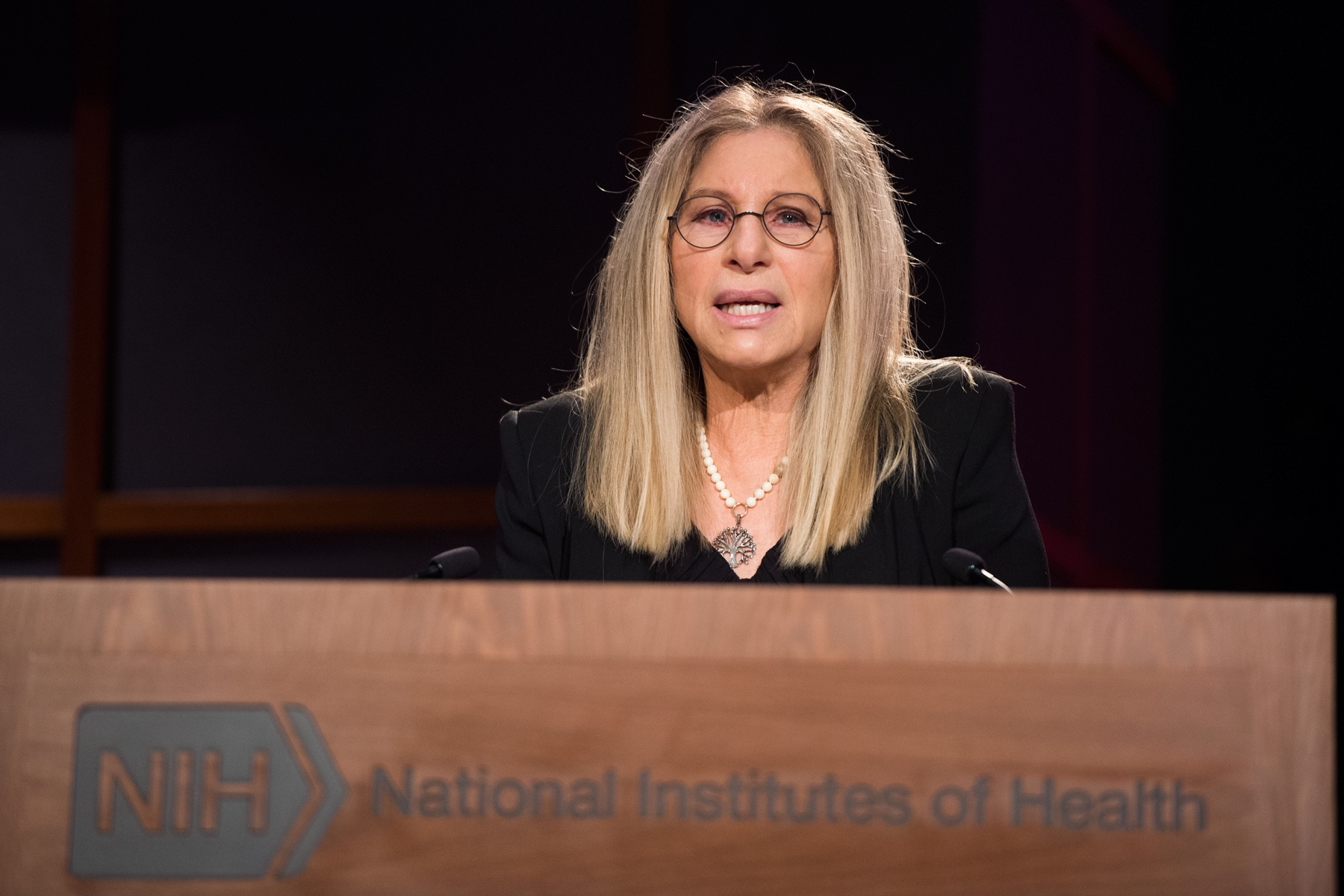
Стрейзанд в Национальном институте здоровья в 2018 году

В первые годы своей карьеры интерес Стрейзанд к политике был мал, за исключением её участия в деятельности антиядерной группы «Женщины бастуют за мир» в 1961 и 1962 годах. В 1968 году она участвовала в продвижении президентской кампании Юджина Маккарти, который выступал против войны во Вьетнаме. В июле 1968 года вместе с Гарри Белафонте и другими исполнителями она выступила в Голливуд-боул на концерте по сбору средств, спонсируемом Конференцией южного христианского руководства в пользу бедных.
Барбра Стрейзанд многие годы является активным сторонником Демократической партии США. Она была среди знаменитостей в списке политических врагов президента Ричарда Никсона в 1971 году. В 2018 году Стрейзанд выпустила альбом «Walls», заглавный сингл с которого «Don’t Lie to Me» является критикой политического климата в США в период президентства Дональда Трампа, а песня «Walls» отсылает к его частым призывам построить стену на границе с Мексикой. Самого Трампа она называла коррумпированным лжецом, который несёт угрозу демократическим институтам в США.
В 1986 году певица основала благотворительную организацию Фонд Стрейзанд (англ. The Streisand Foundation), которому в последующие годы пожертвовала почти 25 миллионов долларов. Фонд выделил около 1000 грантов некоммерческим организациям, которые занимаются защитой окружающей среды, гражданскими правами, продвижением демократических ценностей, обучением детей из групп риска, исследованиями и образованием в области женского здоровья, а также ядерным разоружением. В 2009 году Стрейзанд пожертвовала 5 миллионов долларов на финансирование программ исследований сердечно-сосудистых заболеваний в женском кардиологическом отделении Медицинского центра Сидарс-Синай. Она также активно выступает с поддержкой прав женщин и представителей ЛГБТ.
В декабре 2011 года Стрейзанд приняла участие в концерте по сбору средств для благотворительной организации финансирующей Армию обороны Израиля. В июне 2020 года она подарила дочери Джорджа Флойда Джианне акции компании «Disney». В 2022 году, после вторжения России на Украину, Стрейзанд выступила со словами поддержки украинскому народу, а также присоединилась к программе президента Владимира Зеленского United24, чтобы помочь собирать средства на неотложные медицинские нужды на Украине.

## Автобиография
Жаклин Кеннеди Онассис, будучи редактором «Doubleday», хотела опубликовать мемуары Стрейзанд в 1984 году, но певица отклонила это предложение, посчитав, что её 42-летний возраст слишком молод и ей ещё предстоит добиться большего в будущем. Впоследствии Стрейзанд начала делать заметки для своих мемуаров, а в 1999 году стала вести дневник от руки.
В мае 2015 года компания «Viking Press» объявила, что опубликует долгожданные мемуары, охватывающие всю жизнь и карьеру Стрейзанд, выпуск которых был запланирован на 2017 год. Президент «Viking Press» Брайан Тарт заявил, что многие предыдущие книги о Стрейзанд «полны мифов и неточностей, и она, наконец, расскажет свою собственную историю». В результате написание книги затянулось на годы, и по признанию Стрейзанд завершить она её смогла только благодаря пандемии в 2019 году. Название автобиографии является отсылкой к названию её одноимённого альбома и телевизионной программы 1965 года.
В начале февраля 2023 года во время предварительных продаж автобиография «Меня зовут Барбра» (англ. «My Name Is Barbra») стала бестселлером. Официальный выход мемуаров состоялся 7 ноября 2023 года, которые охватывают 970 страниц текста и 48-часовую аудиоверсию, прочитанную автором. После публикации «Меня зовут Барбра» заняла первое место по продажам на «Amazon», а издательская компания «Barnes & Noble» назвала её одной из лучших книг 2023 года.

## «Эффект Стрейзанд»
В 2003 году Стрейзанд обратилась в суд с требованием взыскать с фотографа Кеннета Аделмана и сайта Pictopia.com 50 млн долларов, так как фотография её дома была доступна среди двенадцати тысяч других фотографий побережья Калифорнии. Аделман утверждал, что он сфотографировал дом наряду с другими домами на побережье в рамках проекта California Coastal Records Project, изучающего эрозию побережья. Позже журналист Пол Роджерс (San Jose Mercury News) заметил, что фотография дома Стрейзанд стала очень популярна в Интернете; так появился мем «эффект Стрейзанд».

## Стрейзанд в культуре
- Стрейзанд критикуется в мультсериале «Южный парк». Более всего в эпизоде «Меха-Стрейзанд», где Барбра изображается гигантским динозавром-роботом, который хочет захватить Землю, но впоследствии оказывается побеждённым Робертом Смитом. В эпизоде говорится, что Стрейзанд обнаружила половину «алмаза Зинтара», с помощью которого она может захватить мир, во время съёмок фильма «Моя прекрасная леди». Это вызвало уже насмешки и критику со стороны Барбры, так как в этом фильме снималась не она, а Одри Хепбёрн. Снова в виде динозавра Стрейзанд появляется в эпизодах «200» и «201», где её пробуждает Том Круз с целью заставить жителей Южного парка выдать им Мухаммеда. В эпизоде «Страшная рыбка» лицо Стрейзанд изображено в каждом углу экрана на протяжении всего показа. В эпизоде 509 «У Усамы бин Ладена вонючие штаны» Эрик Картман с помощью ребусов передаёт англоязычные ругательства, где одним из ребусов является фотография Стрейзанд (её инициалы — BS — совпадают с эвфемистической аббревиатурой для фразы bullshit). Также в полнометражном фильме её имя оказывается самым страшным ругательством, произнесённым Картманом.
- В октябре 2010 года американский коллектив Duck Sauce[англ.] (диджеи A-Trak и Armand Van Helden) записали трек «Barbra Streisand[англ.]», который был назван в честь певицы (и являлся своего рода кавер-версией песни группы Boney M. «Gotta Go Home»). Композиция впервые прозвучала в Великобритании 10 октября 2010 года[78], а вскоре заняла высокие позиции в танцевальных чартах многих стран Европы[79]. Для этого трека было снято музыкальное видео, иллюстрирующее сцены клубной жизни Нью-Йорка, чередующиеся с краткими появлениями двойника Барбры Стрейзанд. В записи видео приняли участие многие популярные американские рэперы и исполнители R’n’b, в том числе Канье Уэст, Фаррелл Уильямс и Chromeo[80].

## Награды
- Оскар
  - 1968 — «Лучшая актриса» («Смешная девчонка»)
  - 1976 — «Лучшая оригинальная песня» («Звезда родилась»)
- Золотой глобус
  - 1968 — «Лучшая актриса в мюзикле/комедии» («Смешная девчонка»)
  - 1977 — «Лучшая актриса в мюзикле/комедии» («Звезда родилась»)
  - 1977 — «Лучшая оригинальная песня» («Звезда родилась»)
  - 1983 — «Лучший режиссёр» («Йентл»)
- Эмми 
  - 1995 — «Лучшее индивидуальное выступление в музыкальной программе/варьете» (Barbra Streisand: The Concert)
  - 2000 — «Лучшее индивидуальное выступление в музыкальной программе/варьете» (Timeless: Live in Concert)
- Грэмми 
  - 1963 — «Альбом года» (The Barbra Streisand Album)
  - 1963 — «Лучшее женское вокальное исполнение» (The Barbra Streisand Album)
  - 1964 — «Лучшее женское вокальное исполнение» ("People)
  - 1965 — «Лучшее женское вокальное исполнение» (My Name Is Barbra)
  - 1977 — «Лучшее женское популярное вокальное исполнение» («Love Theme from A Star Is Born»)
  - 1977 — «Песня года» («Love Theme from A Star Is Born»)
  - 1980 — «Лучшее женское вокальное исполнение в дуэте, группе или хоре» («Guilty» — дуэт с Барри Гиббом)
  - 1986 — «Лучшее женское популярное вокальное исполнение» (The Broadway Album)
  - 1992 — «Легенда премии Грэмми»
  - 1994 — «Премия за достижения всей жизни»
  - 2011 — Персона года MusiCares
- Тони
  - 1994 — «Звезда десятилетия» (за карьеру в театре)
- Давид ди Донателло
  - 1969 — «Лучшая иностранная актриса» («Смешная девчонка»)
  - 1974 — «Лучшая иностранная актриса» («Встреча двух сердец»)
- Национальная медаль искусств — 2000
- Премия Гильдии киноактёров США за вклад в кинематограф — 2024[81]

## Творчество

### Бродвей
| Год       | Название фильма          | Примечания                                                    |
| --------- | ------------------------ | ------------------------------------------------------------- |
| 1961—1963 | Я достану тебе это оптом | Номинация на «Тони» как «Лучшая начинающая актриса в мюзикле» |
| 1964—1965 | Смешная девчонка         | Номинация на «Тони» как «Лучшая актриса в мюзикле»            |

### Телевидение
| Год  | Название фильма                                 | Примечания         |
| ---- | ----------------------------------------------- | ------------------ |
| 1965 | My Name Is Barbra                               |                    |
| 1966 | Color Me Barbra                                 |                    |
| 1967 | The Belle of 14th Street                        |                    |
| 1968 | A Happening in Central Park                     | снято 17 июня 1967 |
| 1973 | Barbra Streisand… and Other Musical Instruments |                    |
| 1975 | Funny Girl to Funny Lady                        |                    |
| 1976 | Barbra: With One More Look at You               |                    |
| 1983 | A Film Is Born: The Making of «Yentl»           |                    |
| 1987 | One Voice                                       |                    |
| 1994 | Barbra Streisand: The Concert                   | Также продюсер     |
| 2000 | Barbra Streisand: Timeless                      |                    |

### Фильмография

#### Актёрские работы
| Год  |   | Русское название              | Оригинальное название              | Роль                                     |
| ---- | - | ----------------------------- | ---------------------------------- | ---------------------------------------- |
| 1968 | ф | Смешная девчонка              | Funny Girl                         | Фанни Брайс                              |
| 1969 | ф | Хелло, Долли!                 | Hello, Dolly!                      | Долли Леви                               |
| 1970 | ф | В ясный день увидишь вечность | On a Clear Day You Can See Forever | Дэйзи Гэмбл                              |
| 1970 | ф | Филин и кошечка               | The Owl and the Pussycat           | Дорис                                    |
| 1972 | ф | В чём дело, док?              | What’s Up, Doc?                    | Джуди Максвелл                           |
| 1972 | ф | Песочница                     | Up the Sandbox                     | Маргарет Рейнольдс                       |
| 1973 | ф | Встреча двух сердец           | The Way We Were                    | Кэти Мороски                             |
| 1974 | ф | Всё ради Пита                 | For Pete’s Sake                    | Генриетта Роббинс                        |
| 1975 | ф | Смешная леди                  | Funny Lady                         | Фанни Брайс                              |
| 1976 | ф | Звезда родилась               | A Star Is Born                     | Эстер Хоффман                            |
| 1979 | ф | Главное событие               | The Main Event                     | Хиллари Крамер                           |
| 1981 | ф | Всю ночь напролёт             | All Night Long                     | Шерил Гиббонс                            |
| 1983 | ф | Йентл                         | Yentl                              | Йентл; также режиссёр                    |
| 1987 | ф | Чокнутые                      | Nuts                               | Клодия Драпер                            |
| 1991 | ф | Повелитель приливов           | The Prince of Tides                | доктор Сьюзан Ловенштайн; также режиссёр |
| 1996 | ф | У зеркала два лица            | The Mirror Has Two Faces           | Роуз Морган; также режиссёр              |
| 2004 | ф | Знакомство с Факерами         | Meet the Fockers                   | Роз Факер                                |
| 2010 | ф | Знакомство с Факерами 2       | Little Fockers                     | Роз Факер                                |
| 2012 | ф | Проклятие моей матери         | My Mother’s Curse                  | Джойс Брюстер                            |

#### Режиссёрские работы
| Год  |   | Русское название    | Оригинальное название    | Роль     |
| ---- | - | ------------------- | ------------------------ | -------- |
| 1983 | ф | Йентл               | Yentl                    | режиссёр |
| 1991 | ф | Повелитель приливов | The Prince of Tides      | режиссёр |
| 1996 | ф | У зеркала два лица  | The Mirror Has Two Faces | режиссёр |